# Tercos Buscadores de la Gracia Intracraneana
Tercos Buscadores de la Gracia Intracraneana, es un proyecto musical encarado por Ariel Minimal, guitarrista y cantante de la banda Pez, y Pipo Lernoud, letrista y poeta reconocido por ser uno de los pioneros en el Rock Argentino.
El disco homónimo fue publicado en 2012, consta de un solo track de 14:27 minutos, en el cual se despliega la lectura de diez poemas.

## Lista de canciones
Toda la música compuestas por Ariel Minimal y Federico Ghazarossian
| N.º   | Título                         | Escritor(es) | Duración |  |
| 1.    | «El Bisonte»                   | Pipo Lernoud |          |  |
| 2.    | «El Bicho Mañanero»            | Hernán       |          |  |
| 3.    | «Las cosas como son»           | Pipo Lernoud |          |  |
| 4.    | «Un poema se levanta..»        | Hernán       |          |  |
| 5.    | «Todavía»                      | Pipo Lernoud |          |  |
| 6.    | «Falquiana»                    | Hernán       |          |  |
| 7.    | «Estar en este baile»          | Pipo Lernoud |          |  |
| 8.    | «Para Flor»                    | Hernán       |          |  |
| 9.    | «Ramas Arden»                  | Hernán       |          |  |
| 10.   | «No estamos aquí” (fragmento)» | Pipo Lernoud |          |  |
| 14:27 |                                |              |          |  |

## Créditos
- Ariel Minimal:  guitarra
- Pipo Lernoud: recitación en 1,3,5,7 y 10
- Hernan: recitación en 2,4,6,8 y 9
- Federico Ghazarossian: bajo eléctrico

Grabado por Mauro Taranto en la Sala de Pez.

## Curiosidades
- El poema "El Bisonte", originalmente se llama ¿Quien pintó el bisonte en la caverna? y se publicó por primera vez en el N°46 de la revista Expreso Imaginario

- El poema "Las Cosas como Son", originalmente se llama Si se Pudiera y se publicó por primera vez en el libro Sin Tiempo, Sin Memoria (2006) de Pipo Lernoud

- El Poema "No estamos aquí", se publicó por primera vez (y de forma completa) en el libro Sin Tiempo, Sin Memoria (2006)

- Los poemas mencionados también se incluyeron en el libro más reciente de Lernoud:  Yo No Estoy Aquí. Rock, Periodismo y Otros Naufragios (2016)